# Повернення додому (Halo)
Повернення додому (Homecoming) — четвертий епізод першого сезону американського воєнного науково-фантастичного серіалу «Halo». Епізод написано Роелем Рейне, режисура Джастіна Джуела Гілмера і Стівена Кейна. Перший показ відбувся 21 квітня 2022 року.

## Зміст
Джон-117 прибуває на планету Еридан-2, де за допомоги ШІ Кортани пригадує розташування другої частини артефакта. Також він згадує, що Кетрін була поряд із ним ще до смерті його батьків, і цей спомин бентежить учену ККОН (Космічне Командування Об'єднаних Націй). «Спартанець» знаходить підземелля, де стоїть шукана реліквія.
«Спартанка» Кай-125, підглянувши раніше за Джоном-117, вирізає свій імплантат і теж повертає емоції. Це спонукає Міранду Кіз побачити в ній колегу, що чудово розуміється на мові Ковенанту. Вдвох вони розшифровують повідомлення про пошуки Гало. Міранда сподівається знайти більше підказок, давши решті «Спартанців» торкнутися артефакта, та врешті розуміє, що Джон-117 чимось особливий.
Сорен-066 відвозить Кван на Мадригал, де дівчина безуспішно намагається зібрати генералів свого батька для боротьби. Кван ледве не вбивають, а зореліт Сорена-066 розкрадають. Тоді Сорен-066 викрадає мотоцикл і прямує з Кван до сусіднього космопорту, щоб покинути планету.

## Сприйняття та відгуки
Станом на квітень 2025 року на сайті «IMDb» серія отримала 6.8 бала підтримки з можливих 10 при 5484 голосах користувачів.
У огляді «Den of Geek» Меган Кроуз проставлено 3 зірки із 5 та в огляді зазначено: «Для серіалу, заснованого на науково-фантастичному шутері, „Halo“ пропонує більше інтриги, ніж дії. Незалежно від того, залежить це від бюджету чи вибору, 4-й епізод багатий на розмови та дуже не вистачає боїв із прибульцями. Навіть титульне кільце Halo все ще залишається лише ледь зрозумілою метою, до якої потрібно прагнути. Цей епізод спробував деякі нові речі з точки зору режисури: голос за кадром, теги з іменами, які відрізняють спартанців на самому початку, деякі скорочення між розмовою Кван з її тіткою та вбивцею, яка наближається зовні. Здається, що деякі із них були додані на випадок, якщо авдиторія заплутається. Пояснення Мірандою про холодність Хелсі до неї, накладене на Голзі та Джона, які досліджують інопланетні руїни, справді повертає шоу до того, що воно вміє найкраще: показує багато дітей, яких зпогано виховала їхня мати.»
Для вебсайту «The A.V. Club» Вільям Гаджес зазначав: «Весь задум знищений сценарієм — який ніколи не підходить для другої чернетки, коли підходить перша чернетка — і постійним й всепроникним відчуттям дешевизни ідей. Дивовижний смак до жорстокості не замінить адекватного використання бюджету. І кінцевий результат — це щось, що буде принаймні трохи відразливим для шанувальників серії ігор. Це імовірно, обернетьсяв всесвітом, який лише трохи схожий на той, на який вони витратили сотні годин. І малоцікавим для звичайних шанувальників наукової фантастики, які шукають наступного рішення.»
Оглядач «IGN» Джессі Шеден писав: «Попри всі сильні сторони класичних ігор „Halo“, розроблених „Bungie“, вони ніколи не справлялися із особливою роботою над розкриттям Чіфа як персонажа. У цих іграх Чіф — це лише шифр, надлюдська сила, яка спустошує цілі армії, рідко розмовляючи та майже ніколи не виявляючи ознак емоцій. „Повернення додому“ є ще одним цікавим розділом в емоційній подорожі Пабло Шрайбера. Заслугою серіалу є те, що лише після чотирьох епізодів ми вже наближаємося до того, щоб побачити — як Чіф повертається до свого сімейного дому та відкриває великі уривки придушених спогадів.»

## Знімались
| Актор                     | Роль                 |
| ------------------------- | -------------------- |
| Пабло Шрайбер             | Чіф                  |
| Шабана Азмі               | адміралка Парангоскі |
| Наташа Кулзак             | Різ-028              |
| Олів Грей                 | Міранда Кейс         |
| Єрін Ха                   | Кван                 |
| Бентлі Калу               | Ваннак-134           |
| Кейт Кеннеді              | Кей-125              |
| Чарлі Мерфі               | Макі; Благословенна  |
| Денні Сапані              | Джейкоб Кейєс        |
| Джен Тейлор               | Кортана              |
| Бокім Вудбайн             | Сорен-066            |
| Наташа Мак-Елгон          | Кетрін Голзі         |
| Берн Ґорман               | Віншер Грат          |
| Раян Макпарланд           | Адун                 |
| Енджі Сепеда              | Віолетта             |
| Себастьян Капітан-Віверос | Мендес               |
| Каспер Кнопф              | молодий Джон         |
| Сара Ріджвей              | мати Джона           |